# Anthony Buckeridge
Anthony Buckeridge, född 1912 död 2004, var en engelsk författare, som är mest känd för Jennings-böckerna. Han skrev även fem böcker om Rex Milligan, av vilka ett par finns översatta till svenska. På äldre dagar blev Anthony Buckeridge aktiv inom antikärnvapenrörelsen.